# Ken MacLeod
Kenneth Macrae MacLeod (Stornoway, 2 agosto 1954) è un autore di fantascienza scozzese.
Vive nelle vicinanze di Edimburgo. Si è laureato all'Università di Glasgow in zoologia e ha lavorato come programmatore.
I suoi libri trattano spesso i temi politici come il socialismo, il comunismo e l'anarchia, soffermandosi in particolare sulle varianti del trotskismo e dell'anarco-capitalismo o del libertarismo estremo. A livello tecnologico invece tra i temi maggiormente affrontati troviamo la singolarità tecnologica, forme estreme di evoluzione sociale del genere umano, resurrezione-cyborg post-umana. Lo stile di MacLeod è stato definito come tecno-progressivo anche se, a differenza di altri autori dello stesso genere, MacLeod ha espresso grande scetticismo verso un eccessivo sviluppo della tecnologia e specialmente verso l'opportunità di avere intelligenze artificiali forti. Alcuni dei suoi personaggi sono dei radicali anti-tecnologia.
Fa parte della nuova generazione di scrittori di fantascienza inglesi specializzati principalmente in fantascienza hard e space opera. Tra i suoi contemporanei citiamo Iain Banks, Alastair Reynolds, Charles Stross e Liz Williams.

## Opere
Dove non sono indicati i titoli italiani le opere si intendono inedite. Le date fanno riferimento alla pubblicazione in lingua originale.

### Rivoluzione d'autunno(The Fall Revolution)
- Il piano clandestino (The Star Fraction, 1995) - Premio Prometheus - edizione italiana: Fanucci, 2005
- The Stone Canal (1996) - Premio Prometheus
- La divisione Cassini (The Cassini Division, 1998) - Fanucci, 2001
- The Sky Road (1999) - BSFA Best Novel Award

### Trilogia delle Macchine della Luce (Engines of Light)
Una storia di primo contatto ambientata in una Terra alternativa dove, nel XXI secolo, la vecchia Unione Sovietica ha di nuovo ricostituito un blocco socialista insieme all'Unione europea.
- La fortezza dei cosmonauti (Cosmonaut Keep, 2000) - Mondadori, Urania n. 1541, dicembre 2008
- Luce nera (Dark Light, 2001) - Mondadori, Urania n. 1545, aprile 2009
- Engine City (Engine City, 2002) - Mondadori, Urania n. 1549

### Altre opere
- I cospiratori di Cydonia (The Web Cydonia, 1998) - Mondadori, 1998
- Human Front (The Human Front, 2002) - Delos Books, 2009
- Newton's Wake: A Space Opera (2004)
- Learning the World: A Novel of First Contact (2005)
- Giant Lizards From Another Star (2006) - antologia
- The Highway Men (2006)
- A Case of Consilience (2006) - racconto [pubblicato in Hartwell, David (ed) - Year's Best SF 11 e in Gardner Dozois (ed)- The Year's Best SF 23rd Annual Collection]
- The Execution Channel (2007)
- The Night Sessions (The Night Session 2008)- Miraviglia Editore 2013